# Vila-rodona
Vila-rodona (tiếng Tây Ban Nha: Villarrodona) là một đô thị trong ‘‘comarca’’ Alt Camp, Tarragona, Catalonia, Tây Ban Nha.

## Biến động dân số
| 1900  | 1930  | 1950  | 1970  | 1981  | 1986  |
| ----- | ----- | ----- | ----- | ----- | ----- |
| 1.949 | 1.747 | 1.536 | 1.116 | 1.054 | 1.028 |